# Lajos Rovatkay

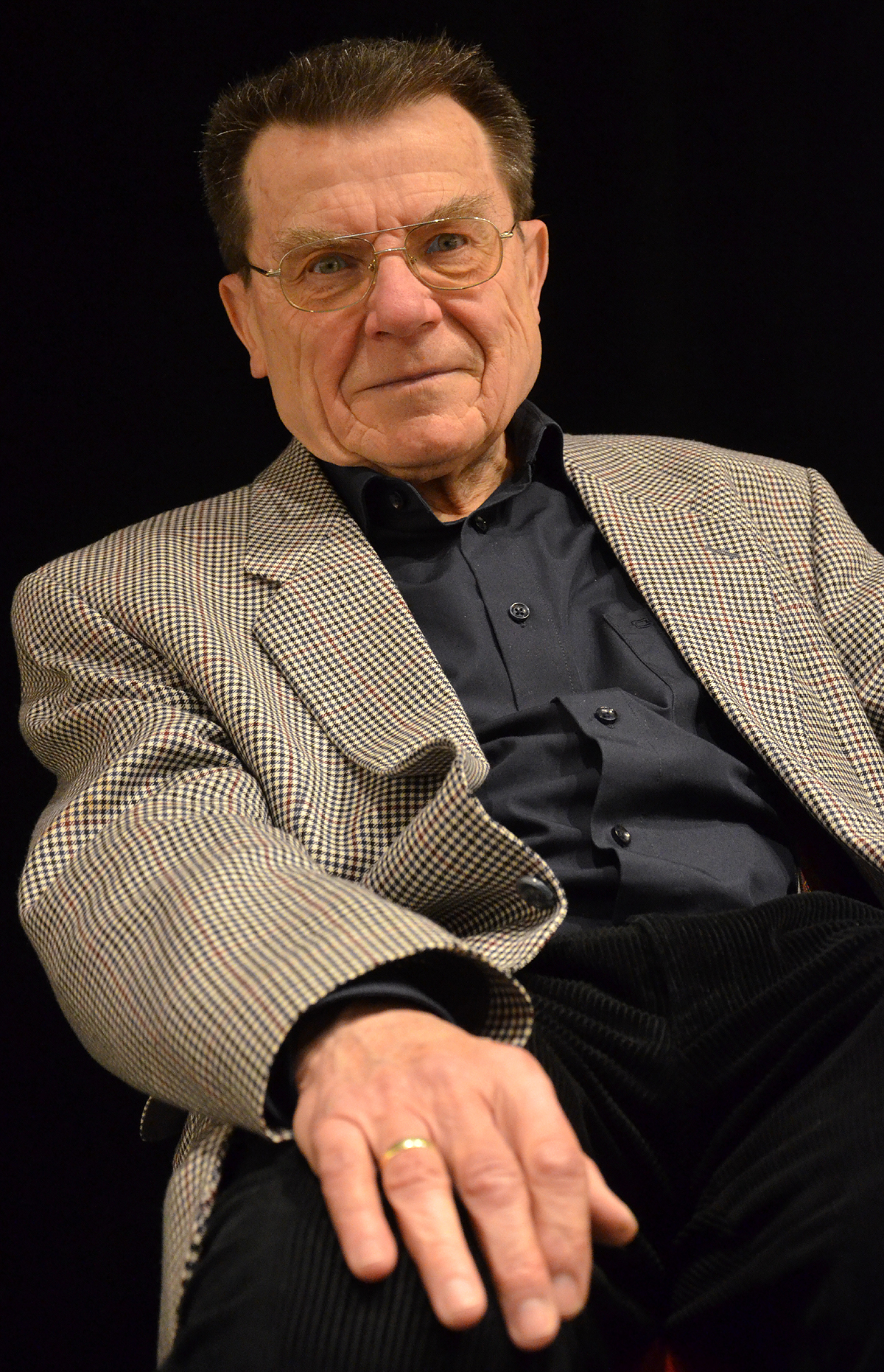
Lajos Rovatkay, hier auf der Bühne des Theatermuseums Hannover nach einem Vortrag über Agostino Steffani

Lajos Rovatkay (* 15. September 1933 in Budapest) ist ein aus Ungarn stammender Cembalist, Organist, Dirigent und Hochschullehrer in Hannover.

## Leben
Lajos Rovatkay, der Sohn eines Kunstmalers, erhielt ab dem sechsten Lebensjahr Klavierunterricht. Anfang der 1950er-Jahre studierte er Orgel am Bartók-Konservatorium in Budapest und versah während dieser Zeit den Organistendienst in der dortigen Zisterzienserkirche. Von 1954 bis 1956 studierte er an der Franz-Liszt-Musikakademie Orgel bei János Hammerschlag sowie Musikwissenschaften. In dieser Zeit war er Mitgründer eines „Collegium Musicum“ (instrumental und vokal), welches wenig bekannte Musik des 16. bis 18. Jahrhunderts erarbeitete.
Ende November 1956 flüchtete Rovatkay über die österreichische Grenze in den Westen, blieb ein paar Wochen in Wien und einige Zeit in Italien. Im März 1957 erhielt er ein Stipendium, um seine Studien in Deutschland fortzusetzen. Er erhielt privaten Orgelunterricht bei dem bekannten Bachinterpreten Helmut Walcha und besuchte die musikwissenschaftliche Fakultät der Universität Frankfurt.
1962 wurde er als Lehrer für Cembalo und Orgel an die Musikhochschule Hannover berufen. Er heiratete 1963 die Blockflötistin Siri Rovatkay-Sohns, Tochter des Kunstmalers Kurt Sohns, die später ebenfalls in Hannover unterrichtete. Der älteste der beiden Söhne, Adrian Rovatkay, studierte moderne und historische Rohrblattinstrumente und ist ein gefragter Fagott- und Dulzianspieler.
1975 wurde Lajos Rovatkay mit der Leitung des Studios für Alte Musik an der Hochschule betraut. Es folgte die Ernennung zum Professor. In dieser Position blieb er bis zu seiner Emeritierung 1998.
1981 gründete Rovatkay die „Capella Agostino Steffani“, mit der er zahlreiche Konzerte gab und mehrere CD einspielte. So wurde er mit dem Ensemble eingeladen, zum 300. Bestehen des Opernhauses in Hannover die Oper Enrico Leone (Heinrich der Löwe) von Agostino Steffani aufzuführen.
Als Solist spielte er unter anderem die Goldberg-Variationen von Bach ein. 2008 erschien eine Aufnahme mit Werken für Stockflöte und Klavier aus der Biedermeierzeit. Außerdem betätigte sich Rovatkay als Herausgeber Alter Musik für verschiedene Verlage.
1992 wurde Lajos Rovatkay mit dem Niedersachsenpreis ausgezeichnet.

## Agostino-Steffani-Projekt
Lajos Rovatkay hat im Jahr 2014 das „Forum Agostino Steffani“ konzipiert. Es ist ein „fortgesetztes Kulturprojekt“ in Hannover, das als jedes Jahr im September stattfindendes Projekt angelegt ist.  Es soll „das gesamte Spektrum der zeitgemäßen Musik- und Geschichtsvermittlung“ umfassen mit Konzerten, multimedialen und musiktheatralischen Veranstaltungen, Vorträgen, Seminaren, Workshops und wissenschaftlich interdisziplinären Tagungen.

## Gregor-Joseph-Werner-Projekt
Lajos Rovatkay betreibt die Wiederaufführung von Werken des Haydn-Vorgängers auf Schloss Esterházy als Kapellmeister, Gregor Joseph Werner (1693–1766). Neben den Neuaufführungen sind bis 2024 schon drei CD-Einspielungen entstanden. Unter Rovatkays Dirigat wirken in allen drei Einspielungen bei Audite das Ensemble La festa musicale und in zweien das Voktett Hannover mit.